# Diémoz
 Diémoz  es una población y comuna francesa, en la región de Ródano-Alpes, departamento de Isère, en el distrito de Vienne y cantón de Heyrieux.

## Demografía
| 583 | 679 | 974 | 1510 | 1848 | 2231 |
| Para los censos de 1962 a 1999 la población legal corresponde a la población sin duplicidades (Fuente: INSEE [Consultar]) |     |     |      |      |      |